# ローゼ・アウスレンダー
ローゼ・アウスレンダー（Rose Ausländer、1901年5月11日 - 1988年1月3日）は、ユダヤ系ドイツ人詩人で、ドイツ語と英語で執筆した。出生名はロザーリエ・ベアトリイーチェ・シェルツァー。ブコヴィナのチェルノヴィッツに生まれたが、その地は動乱の時代の中でオーストリア＝ハンガリー帝国領、ルーマニア王国領、一時期はソビエト連邦領になった地域であり、1991年からはウクライナの領土である。ローゼ・アウスレンダーは生涯をオーストリア＝ハンガリー帝国、ルーマニア王国、アメリカ合衆国、そしてドイツで過ごした。

## 生涯

### 幼少期と教育、1901年–1920年
ローゼ・アウスレンダーはブコヴィナのチェルノヴィッツ（現在はウクライナのチェルニウツィー）で、ドイツ語を話すユダヤ人の家庭に生まれた。当時チェルノヴィッツはオーストリア＝ハンガリー帝国の一部だった。父親のジークムント・シェルツァー（1871-1920）はチェルノヴィッツ近郊の小さな町出身で、母親のカティ・エティ・リフケ・ビンダー（1873-1947）はチェルノヴィッツのドイツ語を話す家庭の出身だった。1907年に彼女はチェルノヴィッツの学校に入学した。当時はドイツ人、ウクライナ人、ルーマニア人、ユダヤ人などが共存し、平和な地域だった。1916年に家族はロシア帝国陸軍を逃れてウィーンに移住したが、1920年にチェルノヴィッチに戻った。チェルノヴィッツは1918年にルーマニア王国領となり、チェルナウツィと呼ばれていた。
1919年、彼女はチェルナウツィで文学と哲学を学び始めた。この時期に知ったドイツのユダヤ人哲学者コンスタンティン・ブルンナーに彼女は生涯興味をいだいた。1920年に父親が亡くなると、彼女は大学を中退した。

### ミネアポリスとニューヨーク、1921年–1927年
1921年、彼女は大学時代の友人で後に夫となるイグナーツ・アウスレンダーと共に、アメリカ合衆国に移住した。ミネアポリスではドイツ語新聞『西のヘロルド』の編集者として働き、アンソロジー『アメリカｰヘロルド-カレンダー』に参加して、最初の詩を発表した。1922年、彼女はアウスレンダーと共にニューヨークへ移り、そこで1923年10月19日に二人は結婚した。25歳になった1925年に彼女は離婚したが、アウスレンダーの姓は使い続けた。1926年に彼女はアメリカ合衆国の市民権を獲得した:7。連作詩集『ニューヨーク』（1926/27年）では、彼女の初期作品にみられた表現主義が、冷静に制御された新即物主義の言葉に代わっていた。彼女のバールーフ・デ・スピノザの思想への関心は、哲学者コンスタンティン・ブルンナー、プラトン、ジークムント・フロイトなどへ広がり、後のエッセイのトピックとなった。

### チェルナウツィとニューヨーク、1926年–1931年
1926年、彼女は病気の母親の世話をするためにチェルナウツィの家に帰り2年間過ごした。そこで筆跡学者ヘリオス・ヘヒトと出会い、後にパートナーとなった。1928年に彼女はヘヒトと共にニューヨークへ戻った。詩をドイツ語新聞『ニューヨーカー・フォルクスツァイトゥング』紙に発表し、チェルナウツィの社会主義日刊紙『フォアヴェルツ (チェルナウツィ)』にも1931年まで詩を投稿していた。

### チェルナウツィ、1931年–1945年
1931年、彼女は再び母親の看病のためにチェルナウツィに戻り、ドイツ語新聞『チェルノヴィッツ・モルゲンブラット』で1940年まで働いた。故郷にはかつてと違い、反ユダヤ主義、ファシズムが台頭していた。1934年にアメリカの市民権を失ったが、それは3年以上アメリカに帰らなかったからである。その年にヘヒトと離婚した。
1939年の初め、彼女はパリとニューヨークを旅行したが、再び母親の看病のためチェルナウツィに戻った。その年、最初の詩集『虹』が、師であるブコヴィナの作家アルフレッド・マーグル＝シュペルバーの支援で出版された。好意的な批評が出たが、一般には受け入れられなかった。印刷された本の大部分は1941年にナチス・ドイツがチェルナウツィを占領した時に破壊された。
1941年10月から1944年まで、彼女はチェルナウツィのゲットーでナチスの強制労働に従事した。母親と兄弟2人もそこで共に2年間過ごし、さらに1年間はナチスの強制収容所に送られないように隠れていた。悲惨な現実の中で、彼女は詩を書き続けていた。
1943年春、アウスレンダーはチェルナウツィのゲットーで詩人パウル・ツェランと出会った。彼は後にアウスレンダーの1939年の詩の「黒いミルク」の印象を、彼の代表作『死のフーガ』に使い、それは1948年に出版された。アウスレンダー自身はツェランの用法について、「全ての素材を自分の言葉に訳すのが詩人であり、偉大な詩人が私のささやかな詩に刺激を受けたは嬉しい」と言っている。1944年4月、ブコヴィナはソビエト連邦の一部となった。アウスレンダーは1944年9月まで、チェルナウツィ市立図書館で働いた。

### ニューヨーク、1944年–1966年
1944年10月、アウスレンダーは再びニューヨークに住み始めた。1947年に母親が亡くなり、アウスレンダーは体調を崩した。1948年から1956年まで、彼女は詩を英語でのみ書き、母語であると同時に殺人者の言葉であるドイツ語は使わなかった。1953年から1961年まで、ニューヨークの船会社で外国特派員として働いて生計をたて、1948年にアメリカの市民権を再び取得した。
スタテン島のワーグナー・カレッジで開催されたニューヨーク市作家会議に参加した際に、アウスレンダーは詩人マリアン・ムーアと出会った。これは往復書簡が交わされる2人の友情の始まりとなり、その中でムーアはアウスレンダーの詩作に助言し、詩を再びドイツ語で執筆できるよう勇気づけた。アウスレンダーの英語詩のいくつかはムーアに献呈されている。
1957年、彼女はパリでパウル・ツェランに再会し、彼と近代詩について、詩とホロコーストについて語り合った。彼女は母国語に帰ってきた。ツェランは「ヘルダーリンやトラークルの影響で荘重でもの悲しかった詩のスタイルを、気負わず音楽的なリズムに満ちた明るいものに」するよう彼女を励ました。彼女の詩は句読点を用いず、独特の語順で分かち書きをする独自のものになった。1963年に彼女はウィーンで過ごし、1939年以来の詩集を出版した。『盲目の夏』は大変評判になった。

### デュッセルドルフ、1967年–1988年
1967年、彼女はヨーロッパに帰ってきた。ウィーンへの移住は失敗したが、最終的にデュッセルドルフに落ち着いた。ウィーンには反ユダヤ主義が根強く残っていたが、デュッセルドルフには友人知人が多く住んでいたのである。当初は鉄道駅に近いポエンゲン通り9番地に住んだ。伝説的なオーバーカッセルのパブ「サッサフラス」に招待され、自作の詩を朗読した。この地で彼女は晩年の詩作に励み、多くの大作を書いた。1972年に事故にあってから、ユダヤ人の老人ホームであるネリー・ザックス・ホームに移った。関節炎の影響で1978年からベッドに寝たきりになったが、自身で書けなくなっても1986年まで口述筆記で詩作を続けた。一説によると、病状は重篤でなく、世間の俗事から逃れ詩作に没頭するための口実だったともいわれる。彼女はデュッセルドルフで1988年に没した。

## 作品
アウスレンダーは3000編以上の詩を書いたが、基本的には「故郷（ブコヴィナ）」、子ども時代、母親との関係、ユダヤ人（ホロコースト、亡命）、言葉（表現手段として、母語として）、愛、老い、そして死というテーマを中心に展開していた。1945年以降に書かれた詩はどれも、彼女のホロコーストの経験が直接間接を問わず反映されている。アウスレンダーは、書くことがまだ可能であり、「私は誰／もし詩を書かないなら」と書くことがアイデンティティであるという希望の中に生きていた。
- Der Regenbogen (虹), 1939年
- Blinder Sommer (盲目の夏), 1965年[17]
- Brief aus Rosen (ローゼからの手紙)[18]
- Das Schönste (最も美しいもの)
- Denn wo ist Heimat? (それでふるさとはどこ？)[19]
- Die Musik ist zerbrochen (音楽は壊れた)[20]
- Die Nacht hat zahllose Augen (夜は無数の眼を持つ)[21]
- Die Sonne fällt (太陽は落ちる)[22]
- Gelassen atmet der Tag (穏やかに一日を過ごす)[23]
- Hinter allen Worten (全ての言葉の裏側)[24]
- Sanduhrschritt (砂時計の歩み)[25]
- Schattenwald (影の森)[26]
- Schweigen auf deine Lippen (あなたの唇の沈黙)[27]
- The Forbidden Tree (禁断の樹)[28]
- Treffpunkt der Winde (風の出会う場所)[29]
- Und nenne dich Glück (そして自分を幸運だといおう)[30]
- Wir pflanzen Zedern (杉を植える)[31]
- Wir wohnen in Babylon (私たちはバビロンに住んでいる)[32]
- Wir ziehen mit den dunklen Flüssen (私たちは暗い河をすすむ)[33]
- Herbst in New York (ニューヨークの秋)
- An ein Blatt (葉っぱに)
- Anders II (違い II)

### 没後の出版
- Poems of Rose Auslander. An Ark of Stars (Translated by Ingeborg Wald, Drawings by Ed Colker, Haybarn Press 1989)
- Rose Auslander: Twelve Poems, Twelve Paintings (Translated by Ingeborg Wald, Paintings Adrienne Yarme, Ithaca, NY 1991)

## 受賞と栄誉
- 1966年: Silberner Heinetaler des Verlages Hoffmann und Campe
- 1967年: ドロステ賞（ドイツ語版） (メーアスブルク市)
- 1977年: イダ・デメル文学賞（英語版） (独墺女性芸術家協会（ドイツ語版）)
- 1977年: アンドレアス・グリューフィウス賞（英語版）
- 1978年: ドイツ語詩アカデミー（英語版）メンバー
- 1978年: ドイツ文化協会文学賞「テキストと言語」（ドイツ語版）
- 1980年: ロスヴィータ賞（英語版） (バート・ガンダースハイム市)
- 1984年: バイエルン美術アカデミー文学大賞（英語版）
- 1984年: ドイツ連邦共和国功労勲章大功労十字章
- 1986年: プロテスタント図書賞（ドイツ語版）

彼女の名前を冠したローゼ・アウスレンダー通りがノルトライン＝ヴェストファーレン州の町カールストにあり、2018年からはデュッセルドルフ市デーレンドルフにもある。